# Илия Балтов (ВМОК)
 Тази статия е за битолчанеца, деец на ВМОК.  За прилепчанеца, деец на ВМОРО вижте Илия Балтов (ВМОРО).  
Илия Петров Балтов е български военен, полковник, и революционер, деец на Върховния македоно-одрински комитет.

## Биография
Балтов е роден в 1879 година според някои сведения в село Буково, Битолско, а според други – в самия град Битоля, тогава в Османската империя. В 1900 година завършва Военното училище в София. Присъединява се към ВМОК. В 1902 година, в навечерието на Горноджумайското въстание излиза в редовен полагаем отпуск, а след изтичането му подава заявление за излизане в запас и участва във въстанието. Влиза в охридско-кичевската чета на ВМОК, начело с Александър Протогеров и участва в сраженията при селата Селище и Габрово на 14 и 15 април. По време на Илинденско-Преображенското въстание е войвода на чета в отряда на Стефан Николов и участва в боя при Добро поле в Рила на 8 октомври 1903 година.
При опит да мине гръцко-турската граница на път за Битолско е заловен от османските власти. В османските документи пише българин, православен, „хванат как от Гърция без паспорт преминава султанската граница; бидейки става въпрос за изгонен български поручик има съмнение, че е един от първенците на бунтовническата организация“. Амнистиран е с общата амнистия от 12 април 1904 година.
Взима участие в Балканската война. През Първата световна война е командир на дружина от Първи полк на Единадесета пехотна македонска дивизия, след което служи в 1-ви полкови пограничен участък. През 1920 г. е уволнен от служба.
Балтов умира в София в 1934 година.

## Семейство
Полковник Илия Балтов е женен с 2 деца.

## Военни звания
- Подпоручик (1900)
- Поручик (22 септември 1904)
- Капитан (1908)
- Майор (1 март 1916)
- Подполковник (27 февруари 1918)
- Полковник (30 януари 1923)